# Samuel Grandsir
Samuel Grandsir (* 14. August 1996 in Évreux) ist ein französischer Fußballspieler.

## Verein
Grandsir begann mit dem Fußballspielen in seiner Heimatstadt Évreux und ging von dort 2009 weiter in die Jugendabteilung des ES Troyes AC. Sein Pflichtspieldebüt für die erste Mannschaft in der Ligue 1 gab Grandsir am 24. April 2016 gegen HSC Montpellier. Im Sommer 2018 verpflichtete ihn AS Monaco, bei der er einen Vertrag bis zum 30. Juni 2023 unterschrieb. Sein Debüt gab er am ersten Spieltag (11. August 2018) in der Ligue 1 beim 3:1-Sieg gegen den FC Nantes. Anfang 2019 wurde er zuerst zu Racing Straßburg und ein halbes Jahr später an Stade Brest verliehen. Im März 2021 gab dann Los Angeles Galaxy aus der Major League Soccer die Verpflichtung des Mittelfeldspielers bekannt. Er unterschrieb dort einen Vertrag mit einer Laufzeit von drei Jahren mit einer Verlängerungsoption um ein weiteres Jahr. In zwei Jahren absolvierte er 69 Ligaspiele für Galaxy. Im Januar 2023 wechselte er zum französischen Zweitligisten Le Havre AC, wo er in der Rückrunde der Saison 2022/23 auf 14 Einsätze kam und mit dem Verein den Aufstieg in die Ligue 1 schaffte. In der darauffolgenden Erstligasaison bestritt er 23 Ligaspiele, hauptsächlich als Joker. Auch in der Hinrunde der Spielzeit 2024/25 wurde er überwiegend als Einwechselspieler eingesetzt und kam auf sechs Einsätze. Im Februar 2025 wechselte Grandsir zu SM Caen, wo er in der Rückrunde neunmal zum Einsatz kam – alle Einsätze von Beginn an.

## Nationalmannschaft
Von 2017 bis 2018 absolvierte Grandsir vier Partien für die französischen U21-Nationalmannschaft.